# Contenu de formation
 (juin 2023).
Si vous disposez d'ouvrages ou d'articles de référence ou si vous connaissez des sites web de qualité traitant du thème abordé ici, merci de compléter l'article en donnant les références utiles à sa vérifiabilité et en les liant à la section « Notes et références ».
 (juin 2023).
La mise en forme du texte ne suit pas les recommandations de Wikipédia : il faut le « wikifier ».
Les points d'amélioration suivants sont les cas les plus fréquents :
- Les titres sont pré-formatés par le logiciel. Ils ne sont ni en capitales, ni en gras.
- Le texte ne doit pas être écrit en capitales (les noms de famille non plus), ni en gras, ni en italique, ni en « petit »…
- Le gras n'est utilisé que pour surligner le titre de l'article dans l'introduction, une seule fois.
- L'italique est rarement utilisé : mots en langue étrangère, titres d'œuvres, noms de bateaux, etc.
- Les citations ne sont pas en italique mais en corps de texte normal. Elles sont entourées par des guillemets français : « et ».
- Les listes à puces sont à éviter, des paragraphes rédigés étant largement préférés. Les tableaux sont à réserver à la présentation de données structurées (résultats, etc.).
- Les appels de note de bas de page (petits chiffres en exposant, introduits par l'outil «  Source ») sont à placer entre la fin de phrase et le point final[comme ça].
- Les liens internes (vers d'autres articles de Wikipédia) sont à choisir avec parcimonie. Créez des liens vers des articles approfondissant le sujet. Les termes génériques sans rapport avec le sujet sont à éviter, ainsi que les répétitions de liens vers un même terme.
- Les liens externes sont à placer uniquement dans une section « Liens externes », à la fin de l'article. Ces liens sont à choisir avec parcimonie suivant les règles définies. Si un lien sert de source à l'article, son insertion dans le texte est à faire par les notes de bas de page.
- La présentation des références doit suivre les conventions bibliographiques. Il est recommandé d'utiliser les modèles {{Ouvrage}}, {{Chapitre}}, {{Article}}, {{Lien web}} et/ou {{Bibliographie}}. Le mode d'édition visuel peut mettre en forme automatiquement les références.
- Insérer une infobox (cadre d'informations à droite) n'est pas obligatoire pour parachever la mise en page.

Pour une aide détaillée, merci de consulter Aide:Wikification.
Si vous pensez que ces points ont été résolus, vous pouvez retirer ce bandeau et améliorer la mise en forme d'un autre article.
Les contenus de formation se définissent par l’ensemble des savoirs, des savoir-faire et savoir-être à acquérir. Ils correspondent aux acquisitions théoriques et pratiques, ainsi qu’aux savoirs cognitifs, méthodologiques et relationnels sélectionnés par la structure de formation et présentés dans la discipline d’enseignement. Ainsi, les contenus de formation concernent à la fois « ce qu’on enseigne dans une période de formation » (c’est-à-dire les éléments du programme de formation) et ce que les apprenants doivent s’approprier (c’est-à-dire les savoirs et compétences) pour que les objectifs de la formation soient atteints.
Le programme de formation répond aux questions suivantes : Qu’est-ce qu’on doit enseigner dans sa discipline ? Et donc, que doivent apprendre les apprenants ? Ces deux questions sont au centre des préoccupations du formateur. Il s’agit concrètement de la « description détaillée des différents sujets traités dans la formation, en fonction d'objectifs de formation définis explicitement (LHEO) ».
Les « contenus de formation » se présentent comme les éléments constitutifs d’un « programme officiel ». Ils sont proposés par une institution d’État ou un organisme privé de formation à partir des finalités et des objectifs généraux définis notamment en vue, par exemple, d’une préparation de diplôme. Les contenus sont définis, le plus souvent, par matière d’enseignement et prennent, quelquefois, le titre de « contenu-matière ».

## Planification des contenus pour une période
Le programme officiel de la formation recouvre la plupart du temps le cursus de formation dans sa totalité et cela dans le cadre d’un découpage temporel qui peut s’étaler sur plusieurs années.
Les contenus de formation feront l’objet d’une « planification » pour l’ensemble du cursus. Ce dernier pourra être divisé en plusieurs périodes ou « cycles de formation » dont chaque cycle correspond à un espace temporel dans lequel l’enseignement des contenus de formation est réparti. L’articulation des différents cycles assure une cohésion et une progressivité des apprentissages dans un souci de continuum. Un cycle peut se subdiviser en « unités d’enseignement » (ou blocs d’apprentissage) au regard des différentes disciplines à enseigner.
Ainsi, la structure de formation et le formateur lui-même vont élaborer un plan d’action afin de dispenser le programme officiel dans sa totalisé et cela, sur l’ensemble du cursus de formation. Pour un même cycle de formation, certains contenus de formation seront retenus comme prioritaires et d’autres comme secondaires.

## Mise en condition opérationnelle[11]des contenus

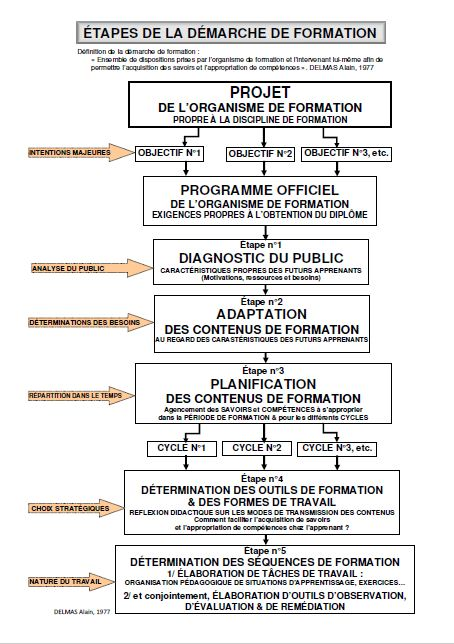
Exemple d’une proposition de démarche de formation

L’élaboration des contenus d’un programme exige de choisir des buts et de planifier des séquences d’apprentissage pour atteindre ces buts. Les contenus de formation initialement proposés par le programme officiel, doivent ainsi être transformés afin d’être transmissibles. Un traitement dit didactique va les modeler  en « contenus d’enseignement » (pour l’intervenant) et « unités d’enseignement » (pour l’apprenant). On parle ainsi d’une « transposition didactique », c’est-à-dire un reformulation des contenus officiels pour les adapter aux caractéristiques et ressources (capacités) des apprenants. Ainsi les contenus de formation seront « réécrits » en contenus « opérationnels » pour l’enseignant, et en tâches d’apprentissage dites en « langage élève ». Les tâches d’apprentissage centrées sur un thème majeur allouent plus de temps et de ressources à un type de bienfaits attendus ; et celles qui visent un but précis et concret pour l’apprenant rendent le résultat des apprentissages plus conséquent.

### Élaboration de dispositifs opérationnels et de ressources pour le formateur
En France, depuis les années 1980, le choix des contenus de formation et des outils didactiques et leur mise en œuvre de manière « opérationnelle » au regard d’un programme officiel sont très révélateur des préoccupations notamment des enseignants des institutions de l’État. Le traitement didactique visant la transmission des contenus de formation est un sujet qui occasionne de nombreuses difficultés et se nourrit d’une forte complexité de réponses ; ainsi, il fait l’objet d’un débat très fourni et de nombreuses recherches.
Ces dispositifs opérationnels de formation et outils didactiques, formulés anciennement en termes de « méthode », doivent, avant tout, tenir compte des prérequis et des ressources de l’apprenant et conjointement des compétences du formateur, garantissant une meilleure appropriation des savoirs chez apprenant.
Un choix efficient des contenus de formation et leur traitement didactique en séquence d’enseignement vont déterminer la qualité du résultat au regard des objectifs escomptés. Ainsi la structure de formation et l’intervenant sur le terrain devront élaborer des formes d’apprentissage pertinentes et notamment adaptées au profil de l’apprenant. Il s’agit de formuler des contenus en termes de visées d’acquisition et de transformation de l’activité de l’apprenant.
Les tâches d’apprentissage (Mise en situation des apprenants) devront prendre en compte les actions à réaliser par l’apprenant et les résultats à obtenir, mais également les moyens et procédures permettant d’arriver à ces résultats.
L’élaboration des séquences d’enseignement en vue d’une meilleure démarche de recontextualisation des contenus devront s’attacher aux exigences suivantes :
- soucis de distinction : choix de savoirs et savoirs-faire jugés significatifs pour l’apprenant ;
- soucis d’adaptation : choix de situations d’apprentissage adaptées à l’apprenant ;
- soucis de simplification : détachement de contenus dont la complexité engendre trop de paramètres à gérer par l’apprenant ;
- soucis de progression : proposition de situations à complexité croissante ;
- soucis de régulation : au regard de l’observation de l’apprenant en action et de ses propres réponses, envisager des situations de remédiation ou d’enrichissement.

## Évaluation de l’apprenant
Pour certains diplômes reconnus par l’État et pour certains organismes privés, les contenus de formation sont quelquefois répartis dans des « unités de formation » (UF). Les différentes UF représentent en pratique, la somme des « thèmes » de formation de chacune des disciplines d’enseignement intervenant dans la formation, c’est-à-dire les éléments pratiques et théoriques à enseigner et à adapter aux capacités des apprenants. Ces UF permettent ainsi d’évaluer les acquis des apprenants, discipline par discipline, et bloc d’apprentissage par bloc.

## Sources
- J.-P. Astolfi, É. Darot, Y. Ginsburger-Vogel, J. Toussaint, Mots-clés de la didactique des sciences (p. 200), Bruxelles : Ed. De Boeck, 1997
- Jean-Pierre Astolfi, M. Develay, La didactique des sciences, Paris : Ed. PUF, Que sais-je ? 1998
- M. Barabel, O. Meier, A. Perret, T. Teboul, Le Grand Livre de la Formation - Techniques et pratiques des professionnels du développement des compétences, Ed. Dunod, 2020
- Guy Brousseau, Fondements et méthodes de la didactique des mathématiques, Recherche en didactique des mathématiques, La Pensée Sauvage, 1986
- Guy Brousseau, Théorie des situations didactiques, La Pensée Sauvage, 1998
- Yves Chevallard, La transposition didactique : du savoir savant au savoir enseigné, Ed. La Pensée Sauvage, 1985
- E. De Corte, Les fondements de l’action didactique, Ed. De Boeck 3è réed, 1996
- G. De Landsheere, La recherche expérimentale en éducation, UNESCO, Lausanne, 1982
- A. Delmas, Manuel de fformation des enseignants de sports de combat, Université des Savoies, 2014
- J.-P. Dugal Dicodidac, CRDP Limoges, 1992
- C. George, Apprendre par l’action, Éd. PUF, 1983
- J. Leplat, J. Paihlous, L’acquisition des habiletés mentales : la place des techniques, Le travail humain, n°44, 1981
- Jean-Louis Martinand, Connaître et transformer la matière, Ed. Peter Lang, 1986
- P. Meirieu, Apprendre… oui, mais comment ? , Ed. ESF, 1987
- M. Minder, Didactique fonctionnelle, Ed. De Boeck 8è éd, 1999
- Philippe Meirieu, Apprendre… oui, mais comment ?  Editions ESF, 1987
- R. Rissoan, La formation professionnelle - Nouveaux outils et nouvelles pédagogies, Ed. ENI, 2014
- J.-C., Ruano-Bordalan, Les méthodes d’enseignement, entre tradition et innovation, in Eduquer et former, Éd. Revue sciences humaines, 2001
- J.-J. Sarthou, Enseigner l’E.P.S. : de la réflexion didactique à l’action pédagogique, Les Cahiers ACTIO, 2003
- D. Siedeltop, Apprendre à enseigner, Ed. Gaëtan Morin, 1994
- Gérard Vergnaud, L’enfant, la mathématique et la réalité, Ed. Peter Lang, 1981
- M. Verret, Le temps des études, Librairie H. Champion, 1975